# Königsau bei Großmehring
Das Naturschutzgebiet Königsau bei Großmehring liegt auf dem Gebiet der Gemeinde Großmehring im Landkreis Eichstätt und im Landkreis Pfaffenhofen an der Ilm in Oberbayern nordwestlich von Westenhausen.
Am östlichen und südlichen Rand des Gebietes verläuft die St 2335, südlich verläuft die B 16 und nördlich die B 16a. Westlich fließt die Paar und nördlich die Donau, westlich erstreckt sich auch das rund 225 ha große Naturschutzgebiet Alte Donau mit Brenne.

## Bedeutung
Das 29,6 ha große Gebiet mit der Nr. NSG-00281.01, an dem der Landkreis Eichstätt einen Flächenanteil von 27,40 ha und der Landkreis Pfaffenhofen an der Ilm einen von 2,21 ha hat, wurde im Jahr 1986 unter Naturschutz gestellt. Es handelt sich um ein Feuchtgebiet, das aus einem Altwasserarm der Donau sowie zwei ehemaligen Kiesgruben besteht.